# Mālvan
Mālvan är en ort i Indien.   Den ligger i distriktet Sindhudurg och delstaten Maharashtra, i den sydvästra delen av landet, 1 500 km söder om huvudstaden New Delhi. Mālvan ligger 14 meter över havet och antalet invånare är 18 858.
Terrängen runt Mālvan är lite kuperad. Havet är nära Mālvan åt sydväst. Runt Mālvan är det ganska tätbefolkat, med 185 invånare per kvadratkilometer. Det finns inga andra samhällen i närheten. I omgivningarna runt Mālvan växer huvudsakligen savannskog.